# Zagreb
Zagreb  ( hør) (gammelt tysk: Agram) er hovedstad og den største by i Kroatien. Zagreb er det kulturelle, videnskabelige, økonomiske og administrative centrum for landet. Byen har 767.131 (2021) indbyggere og hele storbyområdet har 1.189.279 (2021), 1.161.259 (2022), 1.218.792 (2021)  indbyggere med forstæder. Byen ligger mellem de sydlige skråninger af Medvednica-bjergene og på begge bredder af Savafloden i en højde af omtrent 122 m over havets overflade.

## Historie
Zagrebs historie kan dateres tilbage til 1094, da den ungarske Kong Ladislaus grundlagde et kloster.[kilde mangler] Sammen med bispesædet udvikledes bebyggelsen Kaptol nord for katedralen, og ligeledes udvikledes den befæstede bebyggelse Gradec på en bakke nær ved. I dag udgør sidstnævnte Zagrebs øvre by (Gornji Grad) og er en af de bedst bevarede bycentre i Kroatien.[kilde mangler] Begge bebyggelser kom under angreb fra tatarerne i 1242. Som et tegn på påskønnelse for at have tilbudt ham et sikkert opholdssted fra tatarerne gav den kroatiske og ungarske Kong Bela IV Gradec med en Gylden tyr, der gav indbyggerne undtagelse fra amtsstyre og autonomi, såvel som dets eget juridiske system.[kilde mangler] Ifølge legenden efterlod Bela en kanon med den betingelse, at den skulle affyres hver dag, så den ikke rustede.[kilde mangler] Siden 1. januar 1877 er kanonen blevet affyret fra Lotrščak-tårnet på Grič for at markere middagstid.

### 17. og 18. århundrede
Det var ikke før det 17. århundrede og Nikola Frankopan, at Zagreb blev valgt som sæde for de kroatiske vicekonger i 1621.[kilde mangler] På invitation fra det kroatiske parlament kom jesuitterne til Zagreb og byggede den første skole, St. Catherines kirke og kloster.[kilde mangler] I 1669 grundlagde de Zagreb universitet, hvor der i starten blev undervist i filosofi, teologi og jura.
I løbet af det 17. og 18. århundrede blev Zagreb svært beskadiget af ild og pesten. I 1776 blev det kongelige råd (regering) flyttet fra Varaždin til Zagreb, og under Joseph II's styre blev Zagreb hovedkvarter for Varaždin og Karlovac militære hovedkommando.

### 19. til begyndelsen af det 20. århundrede
I det 19. århundrede var Zagreb centrum for den Kroatiske Nationale genopståelse og så en rejsning af vigtige kulturelle og historiske institutioner.[kilde mangler]
Den første jernbanelinje, der forbandt Zagreb med Zidani Most og Sisak, åbnede i 1862, og i 1863 fik Zagreb et gasværk. Zagreb vandværk åbnede i 1878, og den første hestetrukne sporvogn blev taget i brug i 1891. Bygningen af jernbanelinjen gjorde det muligt for de ældste forstæder at smelte sammen med Donji Grad, karakteriseret af et regulært kvadratmønster der er fremherskende i centraleuropæiske byer.[kilde mangler] Denne bygningskerne huser mange vigtige bygninger, monumenter og parker og ligeledes en mængde museer, teatre og biografer. Et kraftværk blev rejst i 1907, og udviklingen blomstrede i 1880–1914 efter jordskælvet i byen,[kilde mangler] da Zagreb fik det karakteristiske design den har i dag.
Den første halvdel af det 20. århundrede var vidne til en stor ekspansion af Zagreb. Før 1. verdenskrig udvidedes byen, og kvarterer som Stara Peščenica mod øst og Črnomerec mod vest blev rejst. Efter krigen opstod arbejderkvarterer mellem jernbanen og Savafloden, mens bygningen af beboelseskvarterer på bakkerne på de sydlige skråninger af Medvednica blev færdiggjort mellem de to verdenskrige.
I 1920'erne voksede befolkningen i Zagreb med 70 procent — den største befolkningsstigning i Zagrebs historie.[kilde mangler] I 1926 begyndte den første radiostation at sende ud af Zagreb, og i 1947 blev Zagreb Fair åbnet.

### Nyeste historie
Området mellem jernbanen og Sava-floden var vidne til et byggeboom efter anden verdenskrig. Efter midt 1950'erne begyndte bebyggelsen af nye boligområder syd for floden, der resulterede i, at området Novi Zagreb (Ny Zagreb) blev dannet. Byen ekspanderede ligeledes mod vest og indlemmede Dubrava, Podsused, Jarun, Blato og andre bebyggelser.
Godsjernbanestationen og den internationale lufthavn Pleso blev bygget syd for floden. Det største industrielle område (Žitnjak) ligger mod øst.
I 1987 var Zagreb vært for Universiaden.
I 1991 blev byen hovedstad i landet, efter Jugoslavien gik i opløsning. Under den Kroatiske frihedskrig (1991-1995) var byen vidne til en smule kamp omkring JNA-barakkerne, men byen undgik større ødelæggelser. I maj 1995 blev byen ramt af serbiske raketter under Zagreb raketangrebet, der dræbte syv civile.[kilde mangler]
Urbaniserede linjer forbinder Zagreb med centrene i de omliggende bebyggelser Sesvete, Zaprešić, Samobor, Dugo Selo og Velika Gorica. Sesvete er tættest på at blive en del af konurbationen.

## Geografi

### Klima
Klimaet i Zagreb er kontinentalt, med fire adskilte årstider. Somrene er varme og tørre og vintrene er kolde. Den gennemsnitlige temperatur om vinteren er omkring 1 °C og om sommeren omkring 20 °C.[kilde mangler] Især i slutningen af maj kan temperaturen blive høj med temperaturer over 30 °C. Sne er almindeligt i vintermånederne fra december til marts, og regn og tåge er almindeligt om efteråret (oktober til december). Den højeste registrerede temperatur var 41 °C i juli 2007 og august 1983, og den laveste var -27 °C i januar 1985.[kilde mangler]

## Kultur
Byen har et universitet, ærkebispesæde og er et industri- og handelscentrum. Fra gammel tid har byen endvidere været samling for kultur.[kilde mangler]

### Scenekunst
Der er omkring 20 permanente eller sæsonvise teatre og scener.[kilde mangler] Det Kroatiske Nationalteater i Zagreb blev bygget i 1895 og åbnet af kejser Franz Joseph I. Det mest kendte koncerthus hedder "Vatroslav Lisinski" efter den kroatiske komponist og blev åbnet i 1973.
Animafest, Verdensfestivalen for Animerede Film, finder sted i lige år, og Music Bienniale, den internationale festival for avantgarde musik, i ulige år. Den årlige ZagrebDox dokumentarfilmfestival afholdes også i byen. Zagreb Philharmoniske Festival og blomsterudstillingen Floraart (slutningen af maj eller begyndelsen af juni), Old-timer Rally er årlige events. Om sommeren bliver der afholdt forestillinger og koncerter både ude og inde. Scenen Opatovina er vært for Zagreb Histrionic Summer teaterevents.
Zagreb er også vært for Zagrebfest, den ældste kroatiske popmusikfestival,[kilde mangler] så vel som flere traditionelle internationale sportevents og turneringer.[kilde mangler] Byen Zagrebs Dag den 16. november fejres hvert år med særlige festligheder, især på Jarun-søen nær den sydvestlige del af byen.[kilde mangler]

## Uddannelse og videnskab
Den højeste videnskabelige instans i Kroatien er Kroatiske Akademi for Videnskab beliggende i Zagreb. Zagreb universitet (grundlagt den 23. september 1669) er en af de ældste universiteter i det østlige Centraleuropa. Fakulteterne ligger i forskellige dele af byen: Det til universitetet tilhørende Universitetsbibliotek Zagreb har siden 1995 ligget i en bydel uden for centrum. Kunstakademiet og musikakademiet i Zagreb er i international topklasse.[kilde mangler]
Andre uddannelsesinstitutioner for videregående uddannelser er Sundhedshøjskolen, Faghøjskole for Socialvidenskab og et teknisk universitet.

## Demografi
Zagreb er den største by i Kroatien og den eneste by, hvor folketallet i metropolen overskrider en million. De fleste lever i den egentlige by, der har 767.131 (2021) indbyggere. Der bor 1.189.279 (2021), 1.161.259 (2022), 1.218.792 (2021)  personer i metropolområdet, der inkluderer de mindre byer Samobor, Velika Gorica og Zaprešić. Den officielle folketælling fra 2001 talte 779.145 beboere. I 2006 var det antal ifølge regeringsestimater vokset til omkring 784.900. Størstedelen af indbyggerne er kroater, der udgør 91,9 % af byens folketal (2001 folketælling). Den samme folketælling talte 40.066 beboere, der tilhørte en etnisk minoritet. Sådanne etsniske minoriter tæller bl.a. 18.811 serbere (2,41 %), 6204 bosniakker (0,80 %), 4030 muslimer (0,52 %), 3389 albanere (0,43 %), 3225 slovenere (0,41 %), 1946 romaer (0,25 %) sammen med andre mindre grupper.

## Økonomi
De vigtigste industrier i Zagreb er: produktion af elektriske maskiner og apparater, kemisk industri, farmaceutisk industri, tekstiler og fødevarer forarbejdning. Zagreb er et internationalt handels og forretningscenter og en af transportkrydsene for central og østeuropa.
Byen Zagreb har det højeste nominelle BNP per indbygger i Kroatien ($ 14.480, sammenlignet med det kroatiske gennemsnit på 8.024 (2004)).
Pr. april 2008 er den gennemsnitlige nettoløn i Zagreb 6.017 kuna, omkring $1.292 (kroatisk gennemsnit er 5.036 kuna, omkring $1.081). I 2006 var den gennemsnitlige arbejdsløshed i Zagreb omkring 8,6%.
34% af selskaberne i Kroatien har hovedkontor i Zagreb, og 38,4% af den kroatiske arbejdsstyke arbejder i Zagreb, inklusiv næsten alle banker, forsyningsselskaber og offentlige transport selskaber.
Selskaber i Zagreb skaber 52% af den totale omsætning og 60% af den totale profit i Kroatien i 2006 samt 37% af Kroatiens eksport.

## Infrastruktur

### Transport
Offentlig transport i Zagreb er organiseret i to lag: den indre del af byen er primært dækket af sporvogne, og de ydre er forbundet med busser. Det offentlige transportselskab, ZET (Zagrebački električni tramvaj, Zagreb elektriske sporveje), driver sporvogne, alle indre buslinjer og de fleste af linjerne i forstæderne og er støttet af byrådet.
Kabelbanen (uspinjača) i den historiske del af byen er en turistattraktion. Taxier er tilstede med priser, der er lidt højere end i andre byer i regionen.
Fra 1992 har statsbaneoperatøren HŽ (Hrvatske željeznice, Kroatiske jernbaner) udviklet et netværk af underjordiske tog i metropolregionen Zagreb.

#### Sporvognsnetværk
Zagreb har et omfattende sporvognsnetværk med 15 linjer om dagen og 4 linjer om natten, der dækker det meste af den indre og mellemste del af byen. De første vogne blev indsat den 5. september 1891 og har været i drift siden. Sporvognen kører som regel med en hastighed af 25–50 km/t, men sænkes en del i myldretiden. Netværket er unikt ved at det for det meste kører ved kantstenen.[kilde mangler]
Et ambitiøst program der skal udskifte de gamle sporvogne med nye, er ved at blive udviklet. Navngivet "TMK 2200", er der blevet leveret 70 vogne i perioden 2005–2007 og der er blevet bestilt yderligere 70.

#### Underjordisk jernbanenetværk
Det underjordiske jernbanenetværk, der dækker de indre dele af byen og de inderste forstæder, blev i 2005 forøget til 15-minutters drift. Ruterne er primært i en øst-vestlig retning og mod syd. Dette har forøget pendling betydeligt.[kilde mangler]
En ny forbindelse til den nærliggende by Samobor er blevet annonceret, og bygningen forventes sat i gang i 2009. Denne forbindelse vil være normalspor og vil kunne forbindes med det normale kroatiske jernbanenet (den tidligere smalsporslinje blev lukket i 1970'erne).

## Venskabsbyer
Zagreb er venskabsby til følgende byer:
- Mainz, Tyskland (1967)
- Sankt Petersborg, Rusland (1968)
- Tromsø, Norge (1971)
- Kyoto, Japan (1972)
- Kraków, Polen (1975)
- Lissabon, Portugal (1977)
- Pittsburgh, USA (1980)
- Shanghai, Kina (1980)
- Bologna, Italien (1984)
- Budapest, Ungarn (1994)
- Wien, Østrig (1994)
- Sarajevo, Bosnien og Hercegovina (2001)
- Ljubljana, Slovenien (2001)
- Podgorica, Montenegro (2006)

## Fodnoter
1. 1 2 3  Census 2021, Croatian Bureau of Statistics, hentet 25. marts 2023 (fra Wikidata).
2. ↑  "Zagreb 17th and 18th century history". Arkiveret fra originalen 17. januar 2007. Hentet 2006-07-02.
3. ↑  "Zagreb 19th to 20th century history". Arkiveret fra originalen 17. januar 2007. Hentet 2006-07-02.
4. ↑  "Zagreb modern history". Arkiveret fra originalen 17. januar 2007. Hentet 2006-07-02.
5. ↑  "Zagreb Climate Data". Hentet 2006-07-02.
6. ↑  "Vital Statistics in 2006", First Release, City of Zagreb, City Institute for Urban Planning, Statistics Department, 2007-10-26, arkiveret fra originalen 27. februar 2008, hentet 2008-01-31
7. ↑  "Zagreb ethnic minorities (Census 2001)". Arkiveret fra originalen 23. juni 2008. Hentet 2007-01-20.
8. ↑  "About Zagreb Economy". Arkiveret fra originalen 14. juni 2006. Hentet 2006-07-02.
9. ↑  "Gross Domestic Product for Republic of Croatia and Counties, 2004". First Release. Croatian Bureau of Statistics. 2007-02-02. ISSN 1334-0565. Arkiveret fra originalen 9. august 2011. Hentet 2008-01-25.
10. ↑  "Zagrebačka neto plaća 6.017 kuna". Suvremena.hr (kroatisk). 2008-06-27. Arkiveret fra originalen 22. september 2008. Hentet 2008-07-30.
11. ↑  "Gradski zavod za prostorno uređenje - Odjel za statistiku". Arkiveret fra originalen 11. oktober 2007. Hentet 20. januar 2008.
12. ↑  "Economic Profile of Zagreb Chamber of Commerce". Croatian Chamber of Commerce, Zagreb Chamber of Commerce. Arkiveret fra originalen 15. januar 2008. Hentet 2008-01-25.
13. ↑  "Predstavljen 71. niskopodni tramvaj". ZET (kroatisk). 2007-12-27. Arkiveret fra originalen 31. december 2007. Hentet 2008-01-08.
14. ↑  "Uskoro Samoborček i novi prigradski vlakovi" (PDF). Zagrebački komunalni vjesnik (kroatisk) (№ 362): 11. 2007-11-28. ISSN 1845-4968. Arkiveret fra originalen (PDF, 134 KB) 10. september 2008. Hentet 2008-07-31.
15. ↑  "Zagreb sister cities". Arkiveret fra originalen 28. september 2007. Hentet 2007-02-17.